# Khóc dạ đề
Khóc dạ đề, đau bụng ở trẻ em, đau do co thắt ở trẻ em, hay đau bụng ở trẻ sơ sinh, được định nghĩa là các cơn khóc trong hơn ba giờ mỗi ngày, trong hơn ba ngày một tuần, trong ba tuần ở một đứa trẻ khỏe mạnh. Thường khóc xảy ra vào buổi tối. Nó thường không dẫn đến các vấn đề dài hạn. Khóc có thể dẫn đến sự thất vọng của cha mẹ, trầm cảm sau khi sinh, đi khám bác sĩ quá mức và lạm dụng trẻ em.
Nguyên nhân gây khóc dạ đề là không rõ. Một số người tin rằng đó là do khó chịu đường tiêu hóa như chuột rút ruột. Chẩn đoán yêu cầu loại trừ các nguyên nhân có thể khác. phát hiện liên quan bao gồm sốt, hoạt động kém hoặc bụng sưng. Ít hơn 5% trẻ sơ sinh khóc quá nhiều có bệnh hữu cơ tiềm ẩn.
Điều trị nói chung là rất bảo thủ, với rất ít hoặc không có vai trò cho thuốc hoặc liệu pháp thay thế. Hỗ trợ thêm cho cha mẹ có thể hữu ích. Bằng chứng dự kiến hỗ trợ một số chế phẩm sinh học nhất định cho em bé và chế độ ăn ít gây dị ứng của người mẹ ở những người cho con bú. Sữa công thức thủy phân có thể hữu ích ở những trẻ bú chai.
Khóc dạ đề ảnh hưởng đến 10-40% trẻ em. Nó phổ biến nhất ở sáu tuần tuổi và thường biến mất sau sáu tháng tuổi. Nó hiếm khi kéo dài đến một tuổi. Nó xảy ra với tỷ lệ như nhau ở bé trai và bé gái. Mô tả y tế chi tiết đầu tiên về hội chứng này được thực hiện vào năm 1954.

## Dấu hiệu và triệu chứng
Khóc dạ đề được định nghĩa là các cơn khóc trong hơn ba giờ mỗi ngày, trong hơn ba ngày một tuần trong thời gian ít nhất là ba tuần ở một đứa trẻ khỏe mạnh. Nó phổ biến nhất vào khoảng sáu tuần tuổi và trở nên tốt hơn sau sáu tháng tuổi. Ngược lại, trẻ sơ sinh thường khóc trung bình chỉ hơn hai giờ mỗi ngày, với thời gian đạt cực đại ở sáu tuần. Với đau bụng, thời gian khóc thường xảy ra vào buổi tối và không có lý do rõ ràng. Các triệu chứng liên quan có thể bao gồm chân kéo lên dạ dày, mặt đỏ bừng, bàn tay nắm chặt và lông mày nhăn nheo. Tiếng kêu thường có âm vực cao (xuyên, chói tai).